# Selkäletto (ö, lat 65,28, long 25,30)
Selkäletto är en ö i Finland. Den ligger i Bottenviken och i kommunen Ijo i landskapet Norra Österbotten, i den norra delen av landet. Ön ligger omkring 33 kilometer norr om Uleåborg och omkring 570 kilometer norr om Helsingfors.
Öns area är 12,1 hektar och dess största längd är 0,6 kilometer i sydväst-nordöstlig riktning.